# 南苏丹独立公投

SDN
达尔富尔
东部阵线 (苏丹)
SSD (在2011年举行公投)
阿卜耶伊 (2011年的公投无限期推迟)
在2011年举行“民众协商”: 南科尔多凡省 (流程暂停)和青尼罗省 (地位不明)

2011年南苏丹独立公投是南苏丹根据2005年签署的《全面和平协定》于2011年1月9日举行的一次公投，以决定是否从苏丹共和国独立。与此同时，位于北南分界线中段的阿卜耶伊地区也举行公投，以决定该地区属于南苏丹共和国还是苏丹共和国政府。选举于当地时间2011年1月9日早上8点正式开始。大约390多万苏丹南部登记选民在苏丹国内外3000个投票站进行投票。投票持续7天，每天早上8点开始，下午5点结束，直至1月15日。投票率约达98%，赞成独立的有效票占98.83%。如果没有异议，最终结果将于2月7日确定；若出现异议，最终结果则将于14日确定。主办单位回报指出，部分地区的投票率超过9成。結果選民幾乎壓倒性地支持南蘇丹獨立建國。建立独立国家的预定日期为2011年7月9日。

独立公投票面示意图，左侧手掌伸开的手势表示投票人支持独立，右侧握手手势表示投票人反对独立

## 投票結果
| 選項         | 票數      | %      |
| ------------ | --------- | ------ |
| 支持         | 3,792,518 | 98.83  |
| 反對         | 44,888    | 1.17   |
| 有效票       | 3,837,406 | 99.62  |
| 無效或空白票 | 14,588    | 0.38   |
| 總票數       | 3,851,994 | 100.00 |
| 投票率門檻   | 60.00     | 60.00  |

## 分析
外界重視這次投票的先例，因为大多数非洲国家的边界是在殖民时期决定的，这导致了宗教、族裔和文化的异质混合。然而，非洲统一组织由于担心分裂战争可能引发，没有重新划定边界。